# GIRL (FLiPの曲)
「GIRL」（ガール）は、FLiPの4枚目のシングル。2014年10月1日にEMI Records Japanから発売された。

## 批評
CDジャーナルは「ポップさと骨太さが同居したロック・バンドとしてまた一歩進んだ感あり」と評した。

## 収録曲
作詞・作曲：渡名喜幸子　編曲：FLiP
CD
1. GIRL [4:16]
2. BURROW [3:26]
3. MADONNA [4:24]

DVD
1. GIRL （Music Video)
2. LIVE 「FLiiiiiP MASH UP EDiTiON」 ≪Making Movie≫